# عبور جوردان (مسلسل)
عبور جوردان هو مسلسل تلفزيوني أمريكي من نوعية الدراما والجريمة عرض للمرة الأولى على هيئة الإذاعة الوطنية في 24 سبتمبر 2001 وللمرة الأخيرة في 16 مايو 2007. تم تصوير 6 أجزاء منه و117 حلقة.

## القصة
الطبيبة جوردان كافاناغ (غيل هينيسي) مثيرة، ذكية، وشجاعة تعمل في قسم الطب الشرعي مبنى 4900 شارع بيكون في مدينة بوسطن تحت اشراف مثلها الأعلى الطبيب غاريت ماسي (ميغيل فيرير). تستخدم طريق غير تقليدية من أجل الكشف على جثث المقتولين لمعرفة كيفية حدوث عملية القتل وبالتالي مساعدة المحقق وودرو هويت (جيري أوكونيل) الذي ترتبط معه بعلاقة مهنية وشخصية بمساعدته في حل قضايا القتل الغامضة. ويقوم بمساعدة جوردان في عملها كل من مستشارة الحزن ليلي ليبوفسكي (كاثرين هان) واختصاصي الأخطاء التشريحية والإجرامية نايغل تاونسيند (ستيف فالانتاين).

## الشخصيات
| الممثل(ة)      | الشخصية                     | عدد الحلقات |
| غيل هينيسي     | الطبيبة جردان كافاناغ       | 116         |
| ميغيل فيرير    | الطبيب غاريت ماسي           | 113         |
| رافي كابور     | الطبيب ماهيش فيجاي          | 111         |
| كاثرين هان     | ليلي ليبوفسكي               | 111         |
| ستيف فالانتاين | الطبيب نايغل تاونسيند       | 111         |
| جيري أوكونيل   | المحقق وودرو هويت           | 89          |
| كين هوارد      | ماكس كافاناغ                | 42          |
| إيمي كوليغادو  | إيمي                        | 30          |
| إيفان سيرغي    | الطبيب بيتر وينسلو          | 22          |
| سوزان غيبني    | المدعية العامة رينيه والكوت | 20          |
| -------------- | --------------------------- | ----------- |

## جوائز المسلسل
| السنة | المهرجان                                | الجائزة                          | الحاصل عليها |
| 2002  | مهرجان أسكاب لموسيقى الأفلام والتلفزيون | أفضل مسلسل                       | المسلسل      |
| 2003  | مهرجان أسكاب لموسيقى الأفلام والتلفزيون | أفضل مسلسل                       | المسلسل      |
| 2004  | مهرجان أسكاب لموسيقى الأفلام والتلفزيون | أفضل مسلسل                       | المسلسل      |
| 2007  | مهرجان غريسي ألين                       | أفضل ممثلة رئيسية في مسلسل درامي | غيل هينيسي   |
| 2007  | مهرجان إيماجين فونديشن                  | أفضل ممثل تلفزيوني               | ميغيل فيرير  |
| ----- | --------------------------------------- | -------------------------------- | ------------ |

## روابط خارجية
- عبر جوردان على موقع IMDb (الإنجليزية)
- عبر جوردان على موقع ميتاكريتيك (الإنجليزية)
- عبر جوردان على موقع روتن توميتوز (الإنجليزية)
- عبر جوردان على موقع كينوبويسك (الروسية)
- عبر جوردان على موقع ألو سيني (الفرنسية)
- عبر جوردان على موقع قاعدة بيانات الفيلم (الإنجليزية)